# Falso (album)
Falso è il sesto album ufficiale della punk band italiana Punkreas, e il loro primo album con il nuovo batterista Gagno, che da questa registrazione in poi sostituisce Mastino. 
In Falso il gruppo cambia il suo sound, sperimentando, oltre alle già collaudate fusioni con lo ska, anche suoni noise rock, metal e hard rock. Inoltre è presente una traccia interamente reggae, Falsa.
Dal punto di vista dei testi, il gruppo continua la denuncia sociale, evidente in pezzi come Elettrosmog e WTO, che criticano rispettivamente il Vaticano e il WTO.

## Tracce
1. Dividi e comanda – 3:50
2. Canapa – 3:23
3. Volare – 3:04
4. Elettrosmog – 3:12
5. Mondo proibito – 3:34
6. Più di voi – 3:15
7. W.T.O. (Viva il Terrorismo Organizzato) – 3:25
8. Falsa – 4:02
9. Gran galà – 3:11
10. Solo andata – 2:47
11. Toda la noche – 4:10

## Formazione
- Cippa - voce
- Noyse - chitarra
- Flaco - chitarra
- Paletta - basso e cori
- Gagno - batteria

## Singoli
- Canapa (2002)
- Dividi e comanda (2003)